# 本土辅助部队
本土辅助部队（ATS；通常发音为首字母缩略词）是第二次世界大战期间，英国军队的妇女分支。它成立于 1938 年 9 月 9 日，最初是作为妇女志愿服务机构。1949 年 2 月 1 日并入皇家女子军团。
ATS 起源于 1917 年作为志愿服务成立的女子陆军辅助军团(WAAC)。第一次世界大战期间，其成员担任过多种工作，包括文员、厨师、电话接线员和女服务员。 WAAC 在四年后于 1921 年被解散。
在第二次世界大战之前，政府决定成立一个新的妇女军团，并成立了一个顾问委员会。英国陆军预备役部队(TA)、急救护士队(FANY) 的一个部门和女子军团在此时被设置。议会决定，ATS 将隶属于领土军队，服役的女性将获得男性士兵三分之二的薪水。

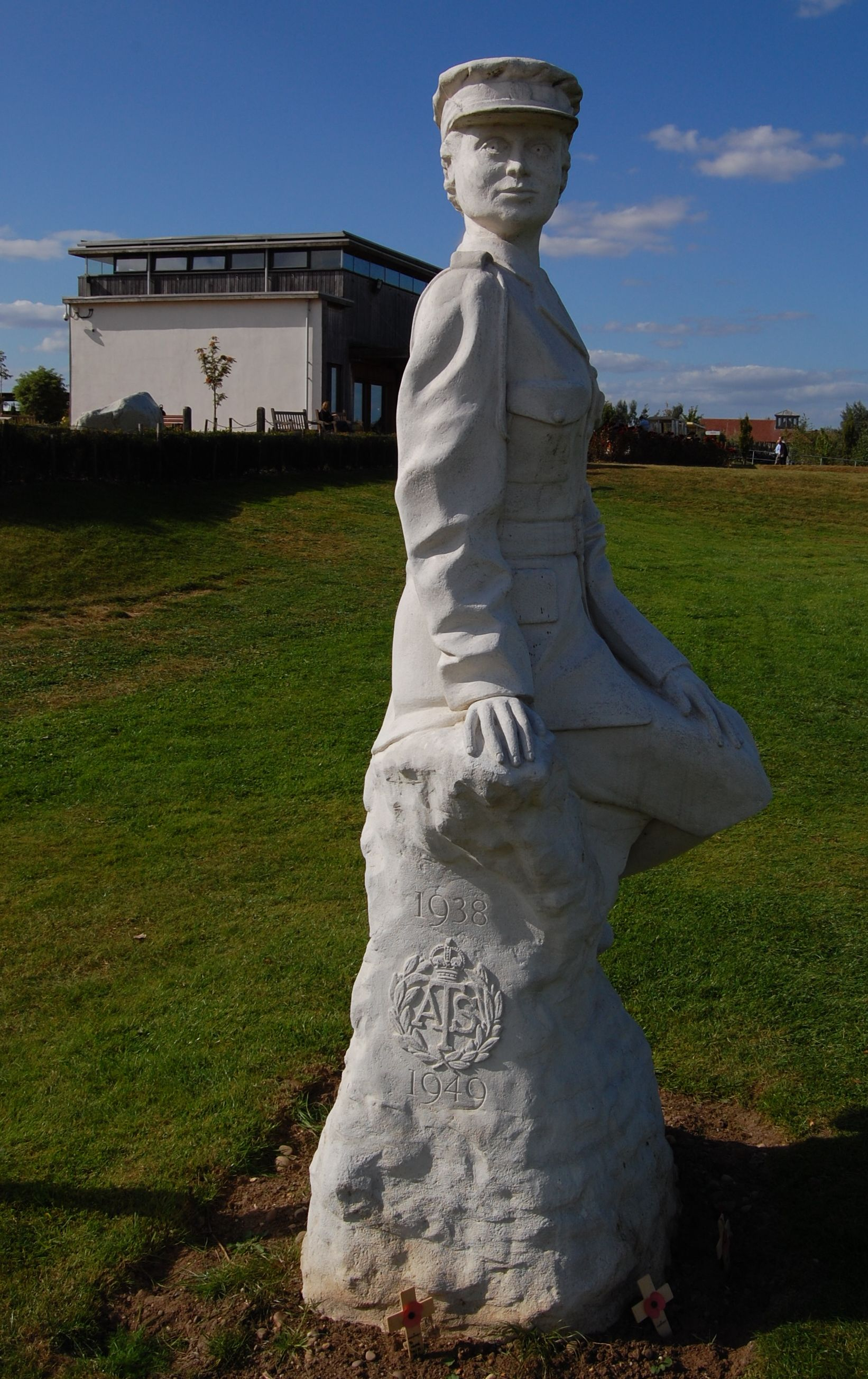
英国国家纪念植物园的 ATS 纪念馆。

军队中的所有女性都加入了 ATS，除了加入亚历山德拉女王的帝国军事护理服务（QAIMNS）的护士、直接被委任进入军队并担任军衔的医疗和牙科官员，以及留在 FANY 的那些被称为“免费 FANY”的女性。

## 行动

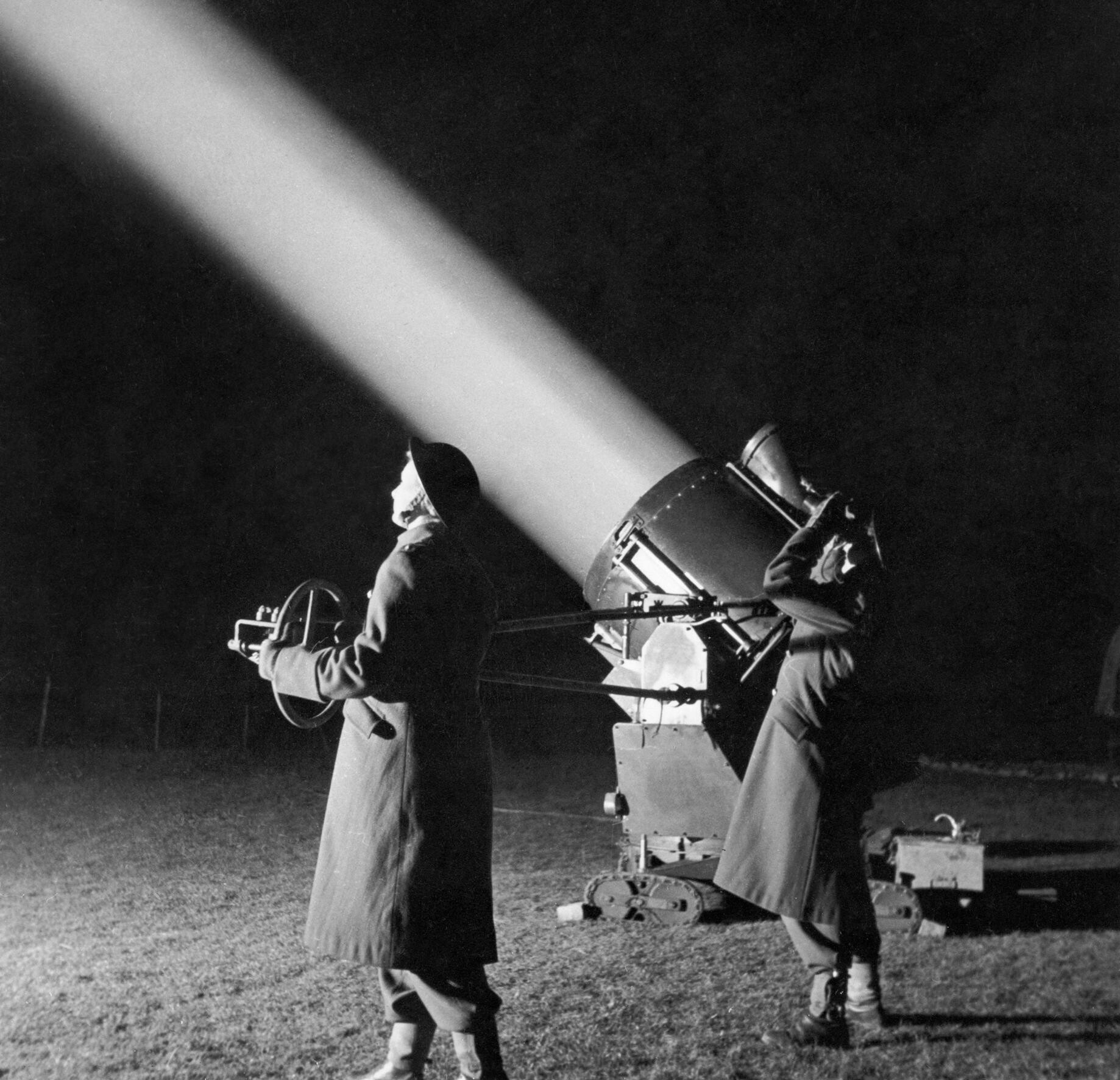
ATS探照灯装置的两名成员。

ATS 的第一批新兵被聘为厨师、文员和店主。第二次世界大战爆发时，有 300 名 ATS 成员被派往法国。随着德军通过法国推进，英国远征军被赶回英吉利海峡。这导致部队于 1940 年 5 月从敦刻尔克撤离。一些 ATS 电话接线员是最后一批离开该国的英国人员之一。
随着越来越多的人加入到战争，ATS 的规模得到扩大，到 1941 年 9 月，其人数达到了 65,000 人。年龄在17岁至43岁之间的妇女被允许加入，这些规则有所放松以便允许 WAAC 的退伍军人加入，最高到50岁。ATS 成员的职责也有所扩大，包括安检人员、司机、邮递员和弹药检查员。

## 战后
敌对行动停止后，妇女继续在 ATS、WRNS 和 WAAF 服役。 1949 年 2 月 1 日，根据陆军第 6 号命令成立的皇家女子军团（WRAC）接替了它。

## 军衔
ATS 最初的军衔与军队军衔完全不同，但使用相同的军衔徽章，尽管皇冠被月桂花环取代。 成员被要求向他们自己的上级官员致敬，而不是向其他组织的官员致敬，这样做被认为是有礼貌的。 

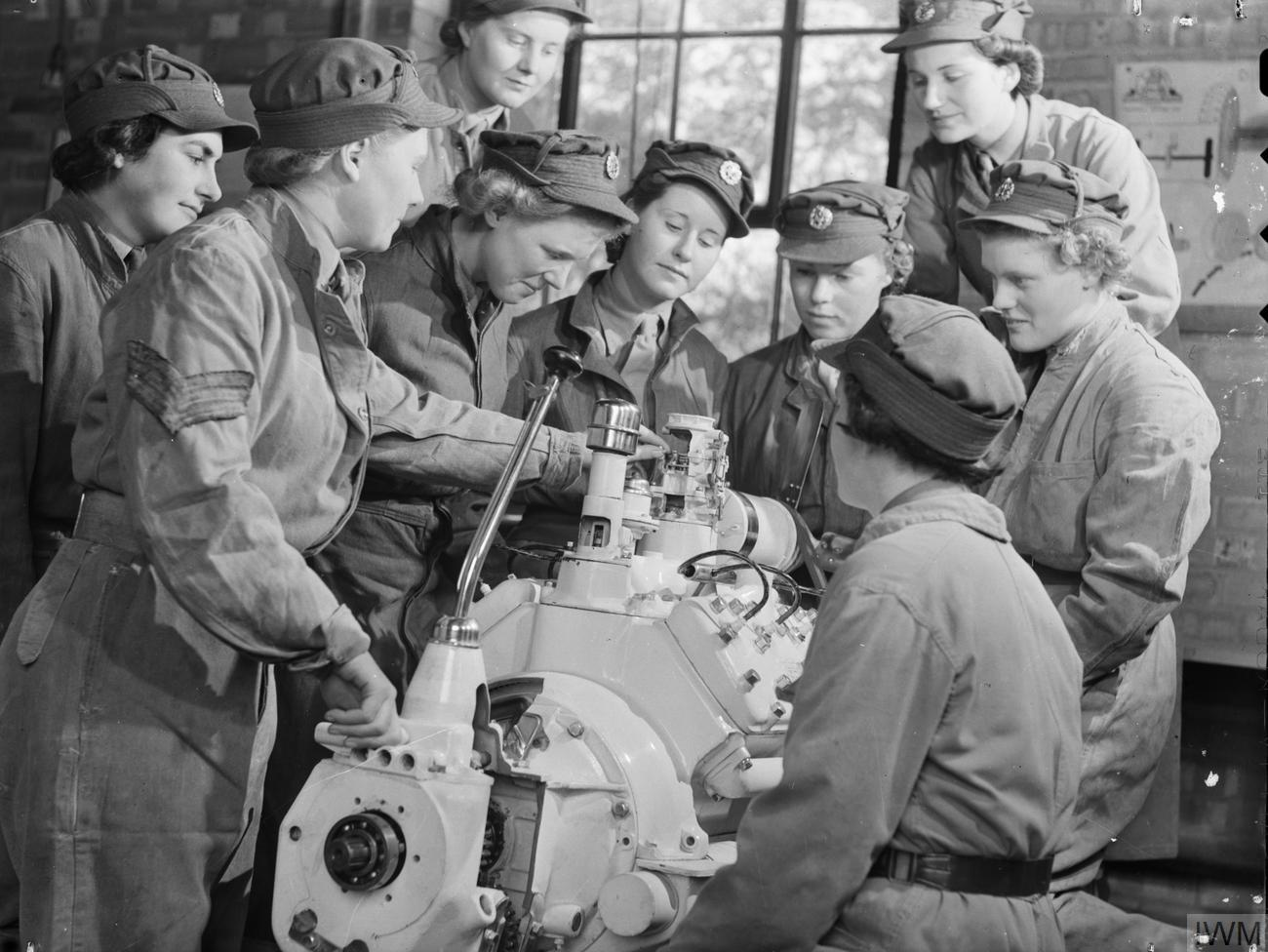
1941 年，ATS 学员的教练向他们解释了发动机的各个部分

1941 年 5 月 9 日，ATS 军衔结构进行了重组，自 1941 年 7 月起，ATS 获得了完全的军事地位，成员不再是志愿者。其他军衔现在几乎与军队人员的军衔相同，但尽管有所修改，军官仍然有一个单独的军衔系统。所有制服和军衔徽章保持不变，但军衔徽章中的皇冠取代了月桂花环。
唯一拥有首席控制官级别的人是在任命时晋升为该级别的前三名董事，以及玛丽公主，她从 1939 年开始担任该职位，并于 1941 年 8 月被任命为 ATS 的名誉控制官指挥官。
从 1941 年开始，当其他人被分配到防空司令部的混合性别皇家炮兵连时，他们被授予枪手、长枪投弹手和投弹手（而不是私人、长枪下士和下士）的皇家炮兵军衔，并在右肩上佩戴了 RA 的白色编织挂绳，在制服束腰外衣的左胸口袋上方佩戴了“手榴弹”领章。 

## 董事名单

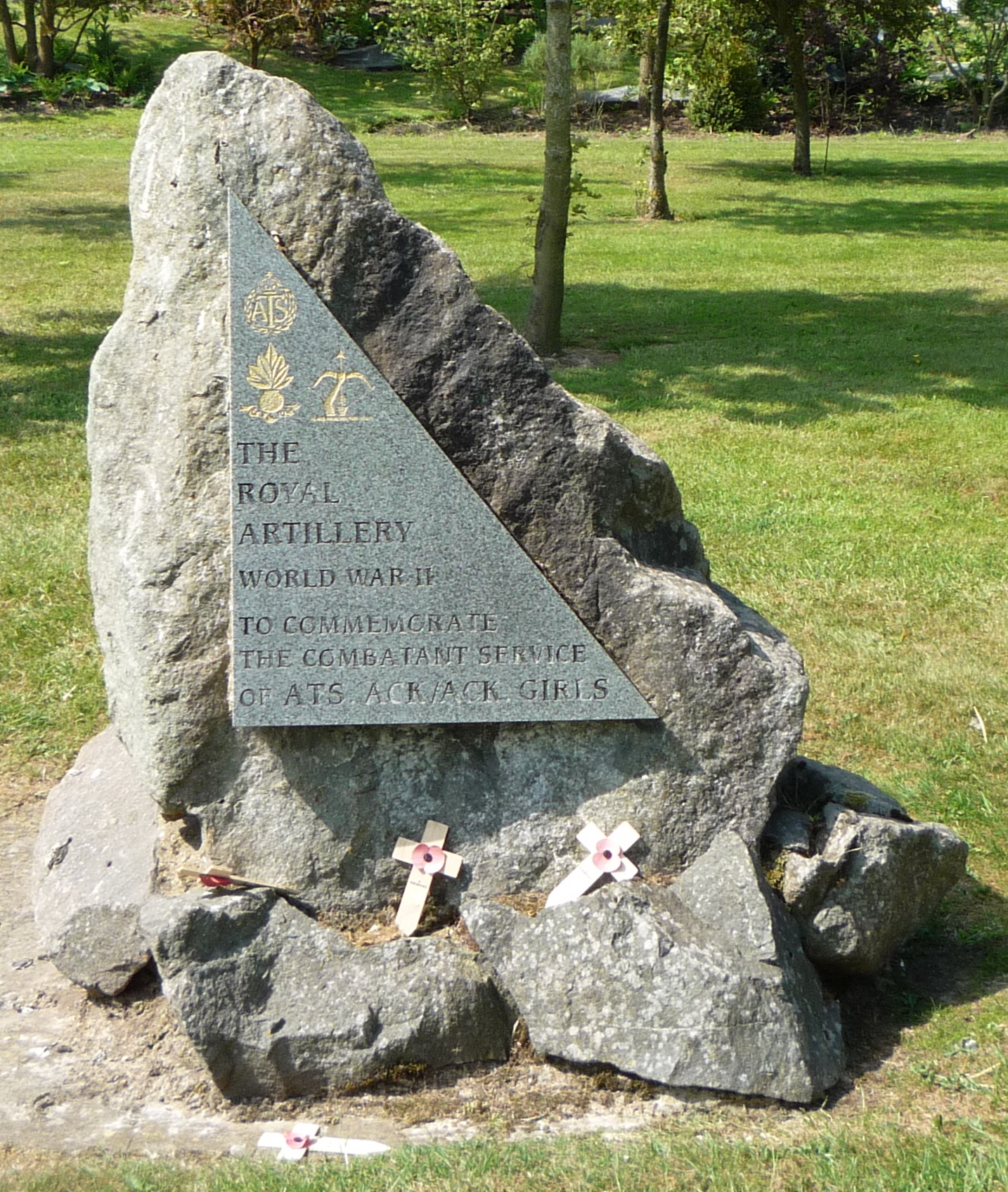
英国国家纪念植物园的 ATS 'Ack-Ack Girls' 纪念馆。所描绘的徽章是 ATS、皇家炮兵和防空司令部的徽章。

- 首席财务官 Helen Gwynne-Vaughan 夫人，1939 年 7 月 – 1941 年 7 月
- 首席财务官让·诺克斯，1941 年 7 月 – 1943 年 10 月
- 首席财务官 Leslie Whateley 夫人，1943 年 10 月 – 1946 年 4 月
- 高级财务总监 Mary Tyrwhitt 夫人，1946 年 4 月 – 1949 年 1 月

1. 1 2  "Badges of Rank in the ATS", The Times, 30 September 1939
2. ↑  Col J.D. Sainsbury, The Hertfordshire Yeomanry Regiments, Royal Artillery, Part 2: The Heavy Anti-Aircraft Regiment 1938–1945 and the Searchlight Battery 1937–1945; Part 3: The Post-war Units 1947–2002, Welwyn: Hertfordshire Yeomanry and Artillery Trust/Hart Books, 2003, ISBN 0-948527-06-4, Plate 9, p. 7.